# Pitt Island (Brits-Columbia)

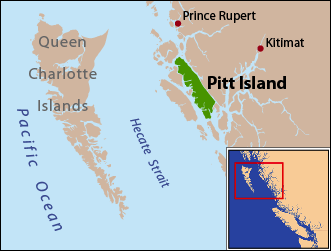
Kaart met Pitt Island in het groen

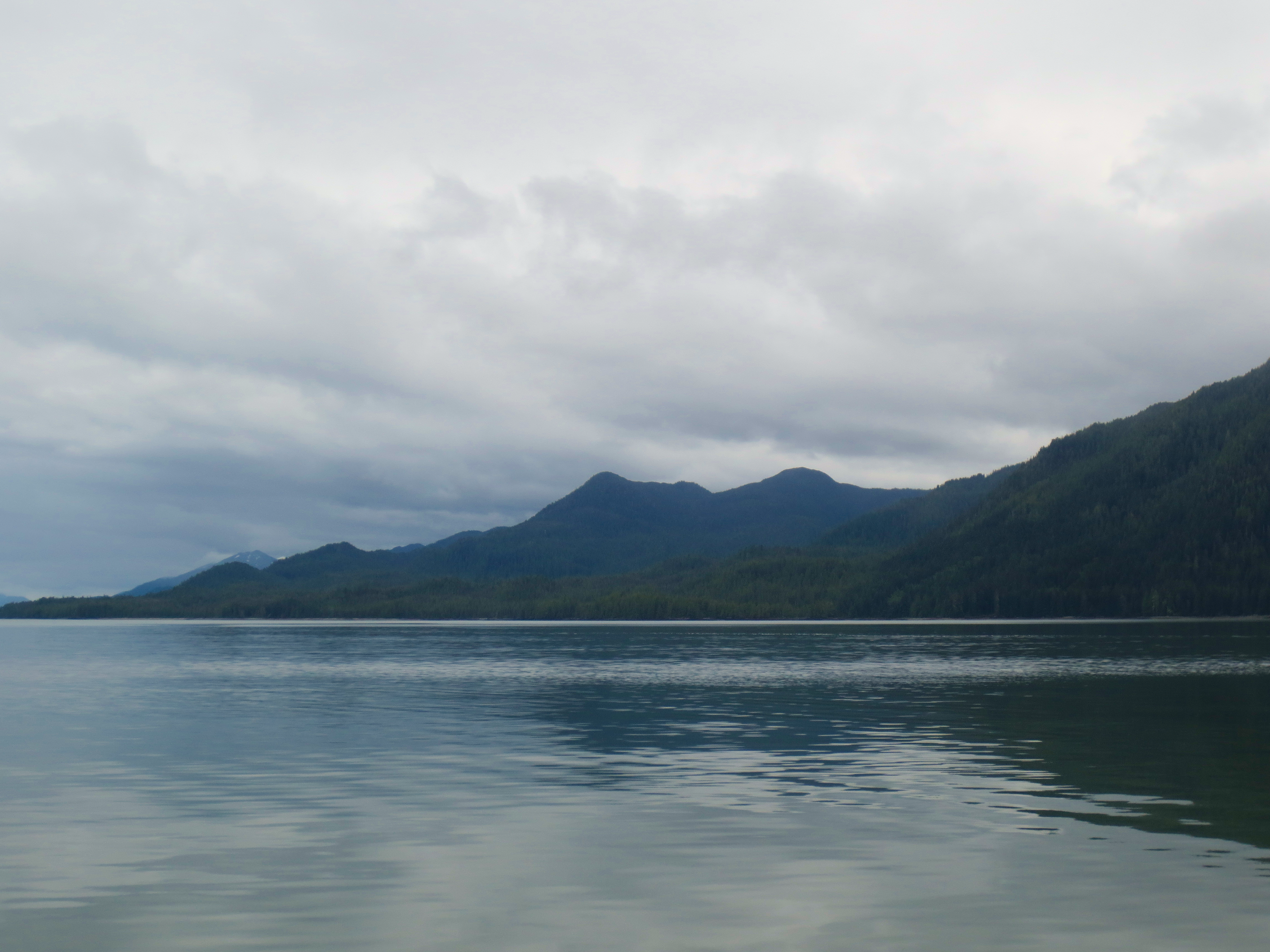
Noordkant van Pitt Island gezien vanaf Grenville Channel

Pitt Island is een eiland in het westen van Brits-Columbia in Canada.

## Geografie
Het eiland heeft een oppervlakte van 1368 vierkante kilometer, is 90 kilometer lang en 8 tot 23 kilometer breed. Het hoogste punt ligt op 962 meter.
Pitt Island ligt voor de noordwestkust van Canada en wordt van het vasteland gescheiden door de Grenville Channel in het noordoosten. Ten noordwesten ligt Kennedy Island en Porcher Island (ervan gescheiden door het Ogden Channel), ten westen McCauley Island (ervan gescheiden door het Petrel Channel), ten zuidwesten Banks Island (ervan gescheiden door het Principe Channel), ten zuiden Campania Island en ten zuidoosten Farrant Island en Gil Island. In het zuidoosten wordt het van Farrant Island gescheiden door de Union Passage.
De wateren rond het eiland liggen in de mariene ecoregio Noord-Amerikaans Pacifisch Fjordland.

## Fauna
Pitt Island is het enige eiland in Brits-Columbia waarvan bekend is dat het een inheemse populatie elanden herbergt.